# Yorktown (Indiana)
Yorktown és una població dels Estats Units a l'estat d'Indiana. Segons el cens del 2000 tenia 4.785 habitants.

## Demografia
Segons el cens del 2000, Yorktown tenia 4.785 habitants, 1.842 habitatges, i 1.368 famílies. La densitat de població era de 523,4 habitants/km².
Dels 1.842 habitatges en un 37,5% hi vivien nens de menys de 18 anys, en un 61,5% hi vivien parelles casades, en un 10,2% dones solteres, i en un 25,7% no eren unitats familiars. En el 21,8% dels habitatges hi vivien persones soles el 8,6% de les quals corresponia a persones de 65 anys o més que vivien soles. El nombre mitjà de persones vivint en cada habitatge era de 2,53 i el nombre mitjà de persones que vivien en cada família era de 2,96.
Per edats la població es repartia de la següent manera: un 26,7% tenia menys de 18 anys, un 7,2% entre 18 i 24, un 29% entre 25 i 44, un 23,6% de 45 a 60 i un 13,5% 65 anys o més.
L'edat mediana era de 37 anys. Per cada 100 dones de 18 o més anys hi havia 87,4 homes.
La renda mediana per habitatge era de 50.974 $ i la renda mediana per família de 58.784 $. Els homes tenien una renda mediana de 41.346 $ mentre que les dones 26.611 $. La renda per capita de la població era de 26.065 $. Entorn del 3,9% de les famílies i el 4,1% de la població estaven per davall del llindar de pobresa.

## Poblacions més properes
El següent diagrama mostra les poblacions més properes.